# 横山祐太
横山 祐太（よこやま ゆうた、1988年 - ）は、日本の文筆家。

## 経歴・人物
新潟県出身。加茂暁星高等学校卒業。文京学院大学人間学部心理学科入学、同大学から3年次転入学を経て、立命館大学文学部人文学科心理学専攻を卒業。
新卒入社したブラック企業から3か月間の未払い残業代50万円を取り戻すことに成功した経験を元に執筆活動を開始。
2016年頃には精神保健福祉士の資格を取得し、地域福祉の領域で働いている。
座右の銘は七楽の教え「楽すれば楽が邪魔して楽ならず　楽せぬ楽がはるか楽楽」。

## 著作リスト

### 単著
- 『ブラック企業から残業代を取り戻す 若者の逆襲』（花伝社、ISBN 9784763406996、2014年）
- 『年間20万円の副業術-消費増税に屈しない!』（KDP、電子書籍、2014年）
- 『商業出版するには』（KDP、電子書籍、2014年）
- 『学歴って何ですか？〜学歴コンプレックスの全ての人へ〜』（KDP、電子書籍、2019年）